# 1949

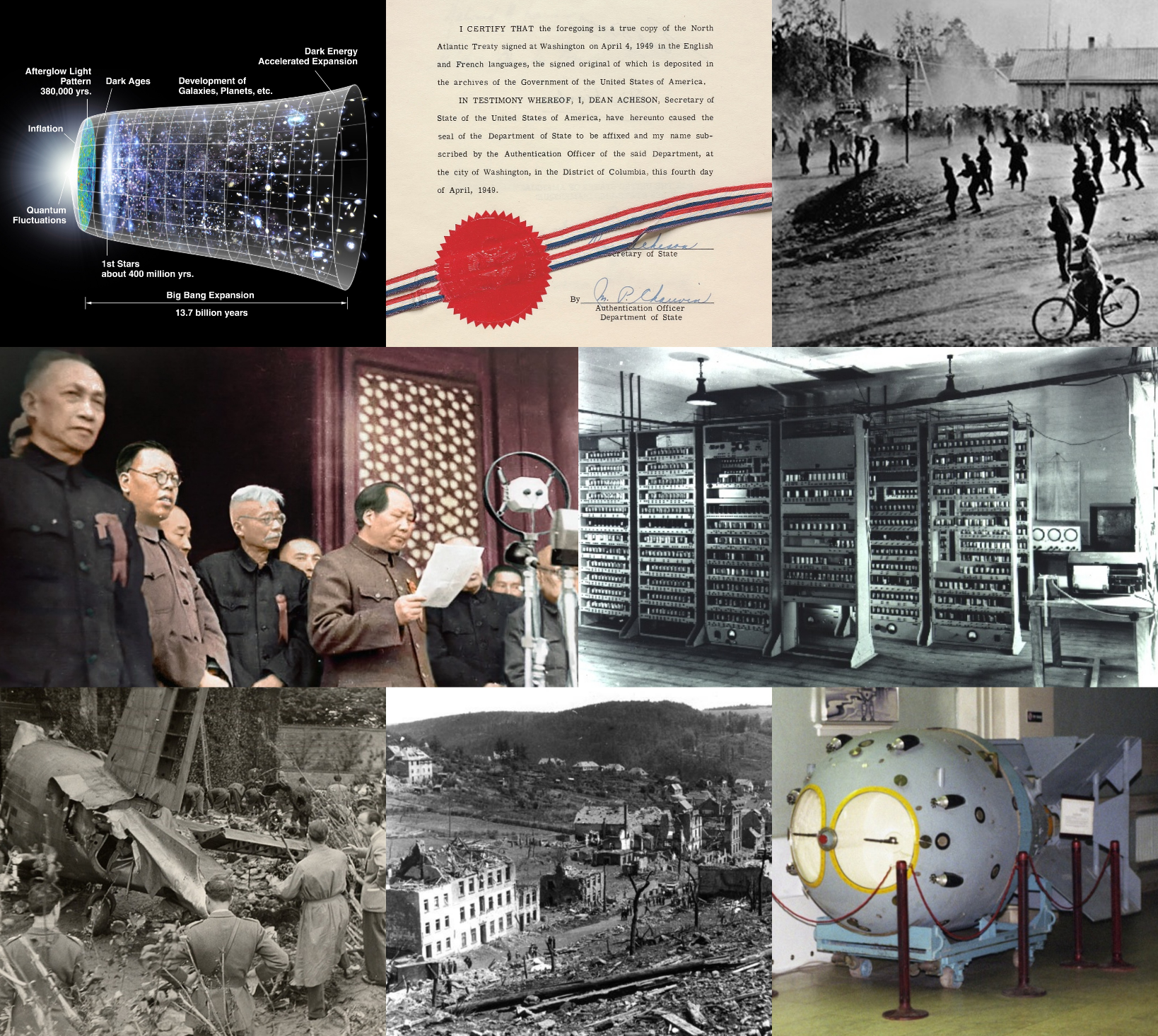
Từ trên xuống dưới, trái sang phải chiều kim đồng hồ: Sự ra đời của thuật ngữ Vụ Nổ Lớn; Hiệp ước Bắc Đại Tây Dương được ký kết, tạo ra NATO; Cảnh sát và người đi biểu tình giao chiến trong cuộc đình công Kemi 1949; EDSAC là máy tính lưu trữ chương trình kỹ thuật số điện tử thứ hai được đưa vào sử dụng thuơng mại; Bom nguyên tử Liên Xô đầu tiên, RDS-1, được hoàn thành; Sức tàn phá của vụ nổ Prüm ở Đức; Một mảnh vỡ của một chiếc máy bay Fiat G.212 của Avio Linee Italiane sau thảm họa hàng không Superga; Mao Trạch Đông đọc bản tuyên bố lập nước Cộng hòa Nhân dân Trung Hoa.

1949 (MCMXLIX) là một năm thường bắt đầu vào Thứ bảy của lịch Gregory, năm thứ 1949 của Công nguyên hay của Anno Domini, the năm thứ 949  của thiên niên kỷ 2, năm thứ 49  của thế kỷ 20, và năm thứ  10  và cuối cùng của thập niên 1940. 

## Sự kiện

### Tháng 1
- 8 tháng 1: Thành lập Hội đồng Tương trợ Kinh tế (SEV).
- 10 tháng 1: 
  - kết thúc chiến dịch Hoài Hải.
  - Tưởng Giới Thạch hạ lệnh ngân hàng trung ương chuyển tiền sang Đài Loan
- 15 tháng 1: quân giải phóng Trung Quốc giải phóng Thiên Tân.
- 20 tháng 1: Thành lập quân giải phóng nhân dân Lào
- 21 tháng 1: tổng thống Trung Hoa Dân Quốc Tưởng Giới Thạch trao quyền lực cho phó tổng thổng Lý Tông Nhân. Quân giải phóng Trung Quốc giải phóng Hợp Phì
- 25 tháng 1: Quân giải phóng Trung Quốc giải phóng Dương Châu
- 31 tháng 1: quân giải phóng Trung Quốc giải phóng Bắc Bình, kết thúc chiến dịch Bình Tân

### Tháng 2
- 4 tháng 2: Israel triệu tập Quốc hội.
- Trung Hoa Dân Quốc chính phủ di dời đến Quảng Châu.

### Tháng 3
- 8 tháng 3: Tổng thống Pháp Vincent Auriol và Cựu hoàng Bảo Đại đã ký Hiệp ước Elysée, thành lập Quốc gia Việt Nam địa vị quốc gia độc lập hội viên trong khối Liên hiệp Pháp, đứng đầu là Quốc trưởng Bảo Đại.

### Tháng 4
- 1 tháng 4: Newfoundland sáp nhập vào Canada
- 4 tháng 4: thành lập tổ chức hiệp ước Bắc Đại Tây Dương (NATO) tại Washington, D.C. (thủ đô Hoa Kỳ).
- 5 tháng 4: quân giải phóng Trung Quốc giải phóng Lạc Dương.
- 21 tháng 4:quân giải phóng Trung Quốc vượt Trường Giang, tiến quân giải phóng Hoa Nam.
- 22 tháng 4: quân giải phóng Trung Quốc giải phóng Thái Nguyên (Sơn Tây).
- 23 tháng 4: quân giải phóng Trung Quốc giải phóng Nam Kinh (thủ đô chính phủ Trung Hoa Dân Quốc) và các thành phố Thái Nguyên, Trấn Giang, An Khánh
- 24 tháng 4: Cựu hoàng Bảo Đại từ Pháp về Việt Nam.
- 27 tháng 4: Quân giải phóng Trung Quốc giải phóng Tô Châu

### Tháng 5
- 3 tháng 5: quân giải phóng Trung Quốc giải phóng Hàng Châu.
- 7 tháng 5: quân giải phóng Trung Quốc giải phóng Thiệu Hưng.
- 10 tháng 5: Nước Đức bị phân liệt thành Đông Đức và Tây Đức.
- 11 tháng 5:
  - Kết thúc cuộc phong tỏa Berlin
  - Israel gia nhập Liên Hợp Quốc.
- 13 tháng 5: Chính phủ Pháp để ra kế hoạch Rơve
- 16 tháng 5: quân giải phóng Trung Quốc giải phóng Vũ Hán.
- 20 tháng 5: quân giải phóng Trung Quốc giải phóng Tây An.
- 21 tháng 5: quân giải phóng Trung Quốc giải phóng Nam Xương.
- 23 tháng 5: 
  - Thành lập nước Cộng hòa liên bang Đức (Tây Đức).
  - Quân giải phóng Trung Quốc giải phóng Chính Hòa
- 27 tháng 5: quân giải phóng Trung Quốc giải phóng Thượng Hải.

### Tháng 6
- 2 tháng 6:
  - Quân giải phóng Trung Quốc giải phóng Thanh Đảo.
  - Quân giải phóng Trung Quốc giải phóng đảo Sùng Minh, kết thúc chiến dịch Độ Giang
- 8 tháng 6: Khủng hoảng đỏ lên đến đỉnh điểm với việc quy kết nhiều nhân vật nổi tiếng Hoa Kỳ là thành viên Đảng Cộng sản.
- 12 tháng 6: Quân giải phóng Trung Quốc giải phóng Hán Trung
- 14 tháng 6: Bảo Đại tuyên bố tạm cầm quyền với danh hiệu hoàng đế.
- 15 tháng 6: Hội nghị hiệp thương chính trị diễn ra tại Bắc Bình, chuẩn bị thành lập Cộng hòa nhân dân Trung Hoa
- 20 tháng 6: thủ thướng Nguyễn Văn Xuân từ chức, chính phủ lâm thời Nam phần giải tán.

### Tháng 7
- 1 tháng 7: Chính phủ lâm thời quốc gia Việt Nam thành lập với Bảo Đại làm quốc trưởng.
- 5 tháng 7: Quân giải phóng Trung Quốc giải phóng Cửu Khê
- 13 tháng 7: Tại Bành Hồ xảy ra sự kiện chiềm tàu
- 16 tháng 7: Quân đội Trung Hoa Dân Quốc bắt đầu rút khỏi Trung Quốc và di chuyển đến Đài Loan.
- 19 tháng 7: Lào tuyên bố độc lập.

### Tháng 8
- 5 tháng 8: quân giải phóng Trung Quốc giải phóng thành phố Trường Sa.
- 8 tháng 8: Bhutan giành được độc lập.
- 11 tháng 8: Quân giải phóng Trung Quốc giải phóng Thủy Tần
- 15 tháng 8: Quân giải phóng Trung Quốc giải phóng Mân Thanh
- 16 tháng 8: Quân giải phóng Trung Quốc giải phóng Liên Giang
- 17 tháng 8: quân giải phóng Trung Quốc giải phóng Phúc Châu.
- 21 tháng 8: Quân giải phóng Trung Quốc giải phóng Nam An
- 23 tháng 8:
  - Quân giải phóng Trung Quốc giải phóng Thụy Kim
  - Quân giải phóng Trung Quốc giải phóng Huệ An
- 25 tháng 8: Quân giải phóng Trung Quốc giải phóng Tiên Lữ
- 26 tháng 8: quân giải phóng Trung Quốc giải phóng Lan Châu.
- 29 tháng 8: Liên Xô chế tạo thành công bom nguyên tử.

### Tháng 9
- 1 tháng 9: Quân giải phóng Trung Quốc giải phóng Long Nham
- 5 tháng 9: Quân giải phóng Trung Quốc giải phóng Tây Ninh.
- 6 tháng 9: Quân giải phóng Trung Quốc giải phóng Đại Điền
- 13 tháng 9: 
  - Liên Xô phủ quyết tư cách hội viên Liên Hợp Quốc của Ceylon, Phần Lan, Iceland, Ý, Jordan, và Bồ Đào Nha.
  - Quân giải phóng Trung Quốc giải phóng Chương Bình
- 15 tháng 9: Konrad Adenauer trở thành thủ tướng đầu tiên của Cộng hòa Liên bang Đức.
- 17 tháng 9: Quân giải phóng Trung Quốc giải phóng Bình Hòa
- 19 tháng 9: 
  - Quân giải phóng Trung Quốc giải phóng Quy Nhuy
  - Hải quân Trung Hoa Dân Quốc khởi nghĩa tại Ngô Tùng.
  - Quân giải phóng Trung Quốc giải phóng An Khê, Đồng An
- 23 tháng 9: 
  - Quân giải phóng Trung Quốc giải phóng Ngân Xuyên.
  - Liên Xô thử nghiệm thành công bom nguyên tử.
  - Quân giải phóng Trung Quốc giải phóng Vân Tiêu, Chương Phố
- 25 tháng 9: Quân giải phóng Trung Quốc giải phóng Urumqi
- 27 tháng 9: Bắc Bình đổi tên thành Bắc Kinh.

### Tháng 10
- 1 tháng 10: Nhà nước Cộng hoà nhân dân Trung Hoa ra đời.
- 3 tháng 10: Cộng hòa nhân dân Trung Hoa và Liên Xô thiết lập quan hệ ngoại giao.
- 6 tháng 10: Trung Quốc và Bắc Triều Tiên thiết lập quan hệ ngoại giao
- 7 tháng 10: Nước Cộng hòa dân chủ Đức (Đông Đức) thành lập.
- 14 tháng 10:
  - quân giải phóng Trung Quốc giải phóng Quảng Châu
  - chính phủ Trung Hoa Dân Quốc trở về Trùng Khánh.
- 15 tháng 10: quân giải phóng Trung Quốc tấn công Chương Châu, Hạ Môn.
- 16 tháng 10: kết thúc nội chiến Hy Lạp. Quân giải phóng Trung Quốc giải phóng Thâm Quyến
- 17 tháng 10: quân giải phóng Trung Quốc giải phóng Hạ Môn, Chương Châu, Võ Bình
- 21 tháng 10: Quân giải phóng Trung Quốc giải phóng Ninh Hóa
- 25 tháng 10: quân giải phóng Trung Quốc đổ bộ lên đảo Kim Môn.
- 27 tháng 10: quân Trung Hoa Dân Quốc đánh bại quân giải phóng Trung Quốc bảo vệ Kim Môn.
- 30 tháng 10: quân giải phóng Trung Quốc giải phóng Trung Sơn.

### Tháng 11
- 1 tháng 11: Bắc đầu chiến dịch Nam Tuyền.
- 3 tháng 11: Quân giải phóng Trung Quốc tiến công đảo Đăng Bộ, mở đầu chiến dịch đảo Đăng Bộ.
- 6 tháng 11: chiến dịch đảo Đăng Bộ kết thúc, quốc quân Trung Hoa Dân Quốc thắng lợi, bảo vệ đảo Đăng Bộ.
- 8 tháng 11: Campuchia giành độc lập hạn chế vẫn thuộc Liên Hiệp Pháp.
- 15 tháng 11: quân giải phóng Trung Quốc giải phóng Quý Dương.
- 18 tháng 11: Quân giải phóng Trung Quốc giải phóng Hoa An
- 22 tháng 11: Quân giải phóng Trung Quốc giải phóng Quế Lâm
- 24 tháng 11: Quân giải phóng Trung Quốc giải phóng Đức Hóa
- 28 tháng 11: chính phủ Trung Hoa Dân Quốc tháo chạy khỏi Thành Đô Tứ Xuyên.
- 30 tháng 11: quân giải phóng Trung Quốc giải phóng Trùng Khánh.

### Tháng 12
- 4 tháng 12:
  - Quân giải phóng Trung Quốc giải phóng Nam Ninh.
  - Lý Tông Nhân trốn sang Hoa Kỳ
- 6 tháng 12: Mao Trạch Đông thăm Liên Xô
- 7 tháng 12: Tưởng Giới Thạch từ Thành Đô Tứ Xuyên rút chạy sang Đài Loan
- 8 tháng 12: Thành lập chính phủ lâm thời Trung Hoa Dân Quốc tại Đài Bắc.
- 9 tháng 12: quân giải phóng Trung Quốc giải phóng Côn Minh.
- 12 tháng 12: Quân giải phóng Trung Quốc giải phóng Chiếu An
- 17 tháng 12: Miến Điện thừa nhận Cộng hòa nhân dân Trung Hoa.
- 19 tháng 12: Quân giải phóng Trung Quốc giải phóng Trạm Giang Quãng Đông
- 27 tháng 12: Hà Lan thừa nhận nện độc lập của Nam Dương, quân giải phóng Trung Quốc giải phóng Thành Đô.
- 30 tháng 12: Ấn Độ thừa nhận Cộng hòa nhân dân Trung Hoa.
- 31 tháng 12: Đồng Tất Vũ nhậm chức chủ tịch tỉnh Tuy Viễn

## Sinh

### Tháng 1
- 1 tháng 1: Từ Tiểu Phụng, ca sĩ hát nhạc Quảng Đông ở Hồng Kông
- 21 tháng 1 - Trương Tấn Sang, chính trị gia người Việt Nam, Chủ tịch nước thứ 7 của CHXHCN Việt Nam

### Tháng 2

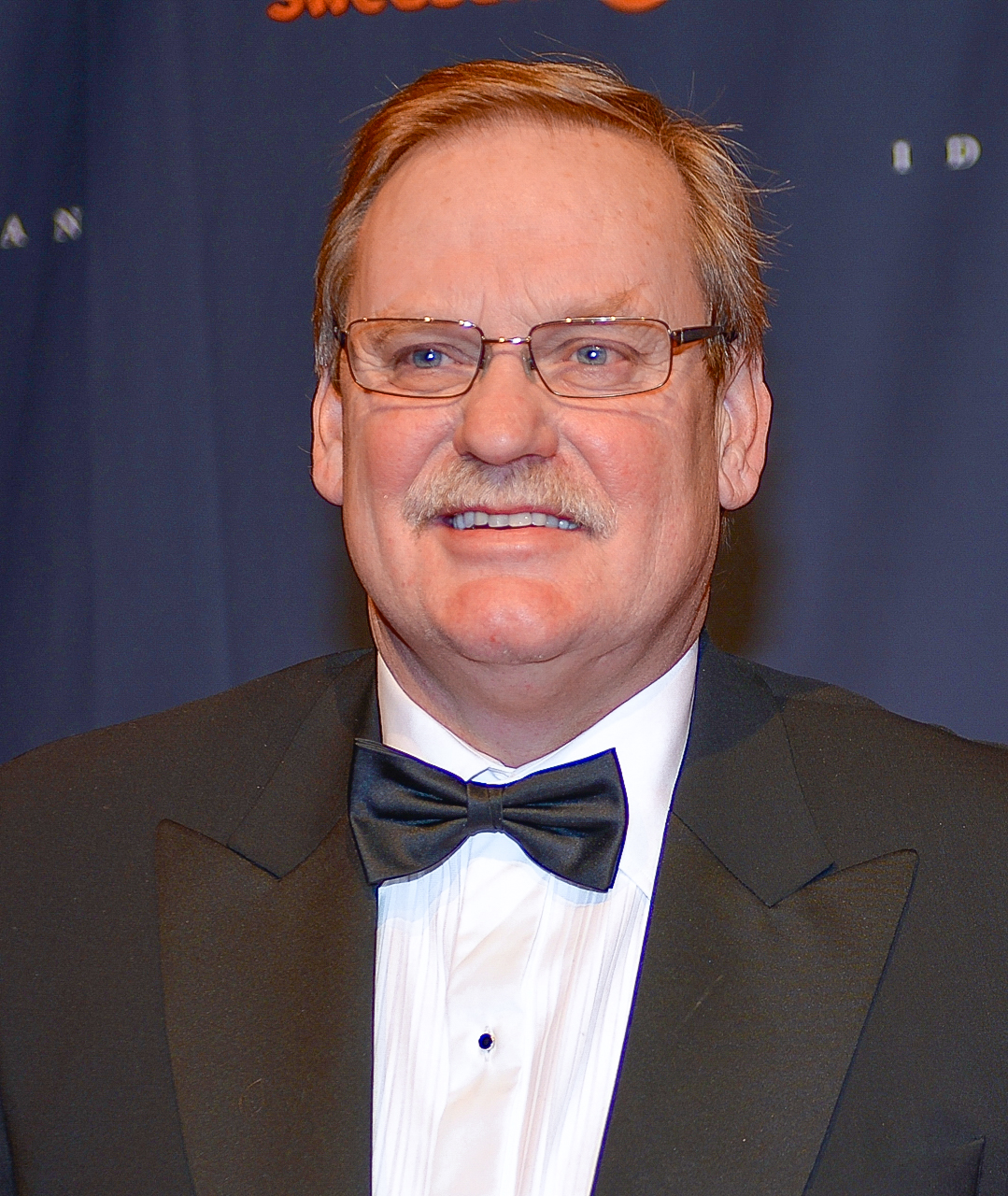
Ronnie Hellström

- 2 tháng 2 - Phùng Quang Thanh, Đại tướng Quân đội Nhân dân Việt Nam, Ủy viên Bộ Chính trị Ban Chấp hành Trung ương Đảng Cộng sản Việt Nam, Bộ trưởng Bộ Quốc phòng (m. 2021)
- 21 tháng 2 - Ronnie Hellström, cầu thủ bóng đá Thụy Điển. (m .2022)

### Tháng 3
- 21 tháng 3 - Eddie Money, ca sĩ Mỹ (m. 2019)

### Tháng 4
- 15 tháng 4 - Alla Borisovna Pugachyova, nữ ca sĩ sân khấu Liên Xô
- 30 tháng 4 - António Guterres, Thủ tướng Bồ Đào Nha, Tổng thư ký thứ 9 của Liên Hiệp Quốc

### Tháng 6
- 18 tháng 6 - Lech Kaczyński, Tổng thống thứ 4 của Ba Lan (m. 2010)

### Tháng 7
- 19 tháng 7 - Kgalema Motlanthe, Tổng thống thứ 3 của Nam Phi
- 26 tháng 7 - Thaksin Shinawatra, Thủ tướng thứ 23 của Thái Lan

### Tháng 8
- 12 tháng 8 - Fernando Collor de Mello, Tổng thống thứ 32 của Brasil

### Tháng 9
- 8 tháng 9 - Giao Linh (ca sĩ), ca sĩ người Việt Nam
- 9 tháng 9 - Susilo Bambang Yudhoyono, Tổng thống thứ 6 của Indonesia
- 10 tháng 9 - Âu Dương Phi Phi, ca sĩ người Đài Loan-Nhật Bản
- 11 tháng 9 - Lư Bảo Quốc, nghệ sĩ hài kịch

### Tháng 10
- 13 tháng 10: Phú Quang, nhạc sĩ người Việt Nam (m. 2021)
- 21 tháng 10 - Benjamin Netanyahu, Thủ tướng thứ 9 của Israel

### Tháng 11
- 17 tháng 11 - Nguyễn Tấn Dũng, chính trị gia người Việt Nam, thủ tướng thứ sáu của CHXHCN Việt Nam

### Tháng 12

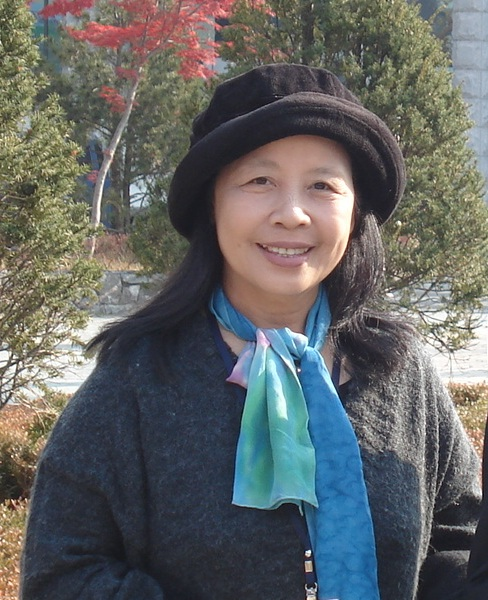
Lê Minh Khuê

- 1 tháng 12 - Sebastián Piñera, Tổng thống thứ 36 và 38 của Chile (m. 2024)
- 6 tháng 12 - Lê Minh Khuê, là nhà văn nữ Việt Nam chuyên viết truyện ngắn
- 26 tháng 12 - Phạm Minh Tuyên, Nguyên Ủy viên Ban Chấp hành Trung ương Đảng Cộng sản Việt Nam, Nguyên Bí Thư Tỉnh Ủy Ninh Bình. (m. 2022)

## Giải Nobel
- Vật lý - Yukawa Hideki
- Hóa học - William Francis Giauque
- Y học - Walter Rudolf Hess, Antonio Caetano De Abreu Freire Egas Moniz
- Văn học - William Faulkner
- Hòa bình - John Boyd Orr